# Ploubazlanec
 Ploubazlanec  (en bretón Plaeraneg) es una población y comuna francesa, situada en la región de Bretaña, departamento de Côtes-d'Armor, en el distrito de Saint-Brieuc y cantón de Paimpol.

## Demografía
| 3724 | 3500 | 3358 | 3653 | 3725 | 3321 |
| Para los censos de 1962 a 1999 la población legal corresponde a la población sin duplicidades (Fuente: INSEE [Consultar]) |      |      |      |      |      |